# يان ليك كين
يان ليك كين (بالصينية: 甄力健) هو لاعب كرة قدم ومدرب كرة قدم صيني في مركز الدفاع، ولد في 13 يوليو 1961. شارك مع منتخب هونغ كونغ لكرة القدم. أما مع النوادي، فقد لعب مع نادي جنوب الصين ونادي سون هي.

## وصلات خارجية
- يان ليك كين على موقع الاتحاد الدولي (مؤرشف)  (الإنجليزية)
- يان ليك كين على موقع قاعدة بيانات كرة القدم.إي يو (الإنجليزية)